# Herb gminy Belsk Duży
Herb gminy Belsk Duży – jeden z symboli gminy Belsk Duży, autorstwa Tadeusza Gajla, ustanowiony 17 kwietnia 2019.

## Wygląd i symbolika
Herb przedstawia na tarczy koloru czerwonego złoty proporzec zwinięty w lewo, a pod nim złote jabłko. Chorągiew nawiązuje do herbu szlacheckiego Przerowa, natomiast jabłko do tradycji sadowniczych gminy. 